# Трой, Филипп
Филипп Трой (нем. Philipp Treu; род. 3 декабря 2000, Германия) — немецкий футболист, защитник клуба «Фрайбург».

## Клубная карьера
Трой — воспитанник клубов «Зандхаузен», «Кайзерслаутерн», «РБ Лейпциг» и «Фрайбург». 24 ноября 2019 года в матче против клуба «Балинген» Филипп дебютировал за фарм-клуб последних.
Весной 2023 года перешёл в немецкий «Санкт-Паули». 29 июля в матче против «Кайзерслаутерна» он дебютировал за новый клуб. 28 октября в поединке против «Карлсруэ» защитник отметился дебютным голом за «пиратов». В матче против «Эльферсберга» Трой выбыл до конца сезона из-за перелома малоберцовой кости.